# 三木忠雄
三木 忠雄（みき ただお、1935年〈昭和10年〉5月14日 - 2005年〈平成27年〉2月27日）は、日本の政治家。1962年中央大学商学部2部卒業。参議院議員（4期）。

## 経歴
1935年5月14日に徳島県徳島市で生まれる。
1958年より創価学会本部事務総局に勤務。その後、同企画局長、同事務総局次長。1968年に国政選挙出馬のために創価学会事務総局退職。
1968年7月7日、第8回参議院議員通常選挙に、全国区から、公明党推薦で立候補し、当選する（以降、連続4回）。参議院予算委員会、参議院運輸委員会、参議院沖縄特別委員会などの委員長や理事を歴任する。公明党中央執行委員、公明党労働局長、公明党国民運動本部長、公明党参議院国会対策委員長に就任。
1980年6月22日、第12回参議院議員通常選挙に、東京地方区から、公明党推薦で立候補し、当選。
1986年、公明党参議院議員団長に就任。
1989年、公明党中央執行副委員長に就任。
1992年7月、第16回参議院議員通常選挙に立候補せず、選挙地盤を公明党新人候補の浜四津敏子に譲り、政界を引退。
1993年4月に創価大学創価教育研究所客員教授。2001年3月に同大学退職。
2005年2月27日、死去。69歳没。派手に送り出されることを嫌い、家族には四十九日法要まで済ませてから公表するよう遺言していた。

## 役職歴
- 公明党
  - 中央執行委員
  - 労働局長
  - 国民運動本部長
  - 参議院国会対策委員長
  - 参議院議員団長
  - 中央執行委員会副委員長

## 著した記事
- 「日本の教育」『第三文明　51号』第三文明社　1965.5
- 「値上げばかりが能ではない　国鉄再建と公明党の考え」『公明　178号』公明党機関紙局　1976.12

## 注
1. ↑  東京都出身とする書籍もある。
2. ↑  以上につき『歴代国会議員名鑑　中巻』（議会制度研究会、1995）1966頁、『新訂　現代政治家人名事典』（日外アソシエーツ、2005）510頁